# 피카츄, 이건 무슨 열쇠야?
《피카츄,이건 무슨 열쇠야?》(일본어: ピカチュウ、これなんのカギ？)는 2014년 7월 19일에 극장판 포켓몬스터 XY: 파괴의 포켓몬과 디안시와 동시 상영되었던 극장판 애니메이션 작품이다.

## 등장 포켓몬
- 피카츄
- 개구마르
- 푸호꼬
- 도치마론
- 클레피
- 루차불
- 데덴네
- 나옹
- 마자용
- 오케이징
- 다크라이
- 마나피
- 비크티니
- 지라치
- 티고라스
- 아마루스
- 음뱃
- 레오꼬
- 고래왕